# Грабиця (Ласький повіт)
Грабиця (пол. Grabica) — село в Польщі, у гміні Сендзейовиці Ласького повіту Лодзинського воєводства.
Населення — 192 особи (2011).
У 1975—1998 роках село належало до Серадзького воєводства.

## Демографія
Демографічна структура станом на 31 березня 2011 року:
|          | Загалом | Допрацездатний вік | Працездатний вік | Постпрацездатний вік |
| -------- | ------- | ------------------ | ---------------- | -------------------- |
| Чоловіки | 93      | 16                 | 66               | 11                   |
| Жінки    | 99      | 17                 | 53               | 29                   |
| Разом    | 192     | 33                 | 119              | 40                   |